# Loyset Compère
Loyset Compère (diocesi di Arras o contea di Hainaut, 1440/1445 ca. – San Quintino, 16 agosto 1518) è stato un cantore e compositore francese.
Della stessa generazione di Josquin Desprez, fu uno dei più importanti compositori di mottetti e di canzoni ad avere importato in Francia lo stile del rinascimento italiano. Allievo di Ockeghem, assieme a Desprez, Pierre de la Rue, Antoine Brumel e molti altri, viene annoverato come uno tra i più importanti esponenti della scuola franco-fiamminga.

## Biografia

### 1440/45 - 1474

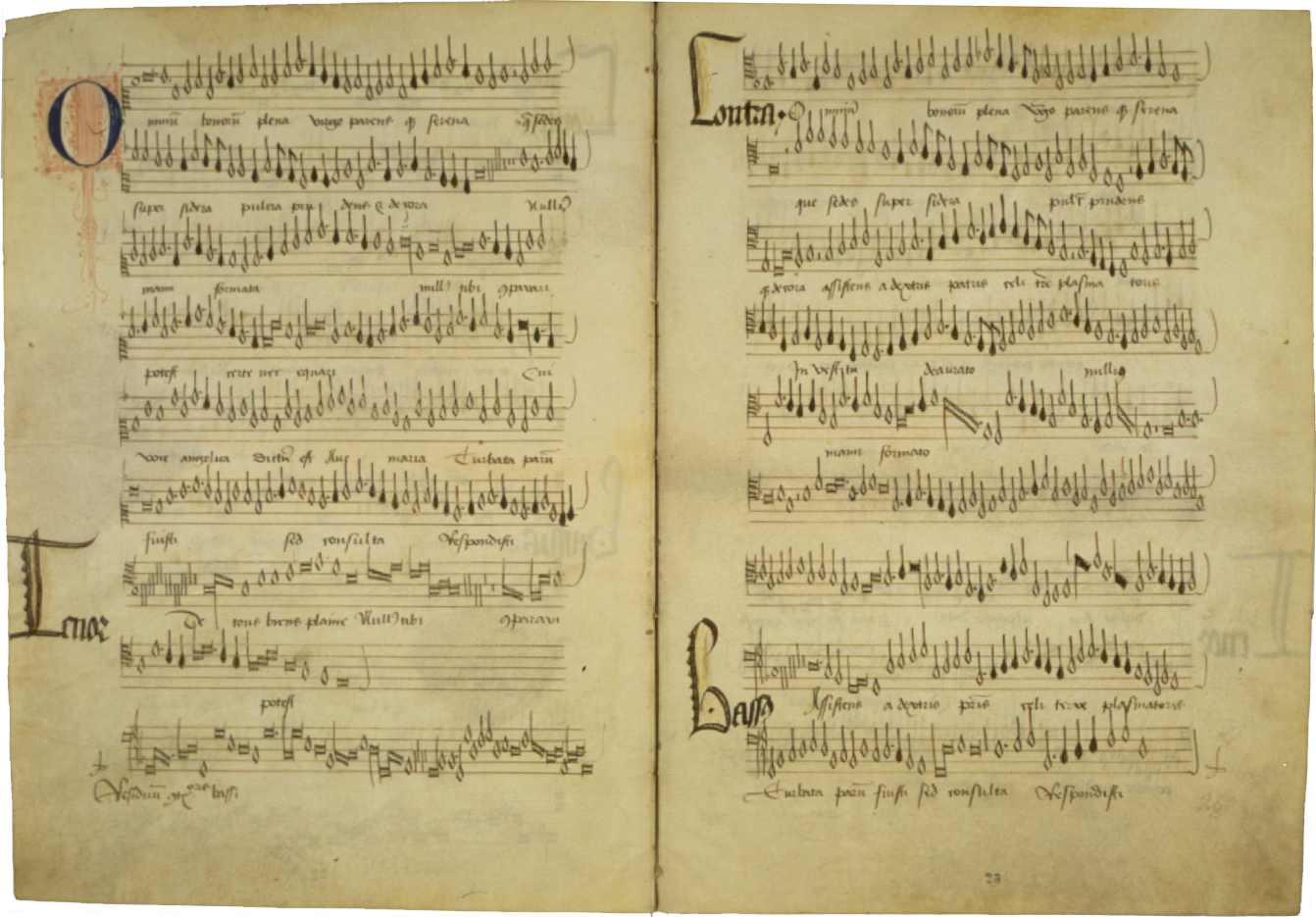
Manoscritto del Omnium bonorum plena

Secondo Jean Molinet (1435-1507) che conosceva molto bene Compère, il compositore nacque in una famiglia di Saint-Omer. Un documento milanese datato 1476 lo presentava come un ecclesiastico che veniva da Arras. Tuttavia, un'ordinanza di Carlo VIII dell'aprile 1494 conferisce espressamente a Compère la nazionalità francese e precisa che è originario dell'Hainaut, attualmente non sono stati ritrovati documenti che possano chiarire questa contraddizione.
Non si conosce niente della sua formazione. È possibile che frequentò la corte reale di Francia durante gli anni 1460. Difatti, la sua composizione più antica Puis que si biene ("Poi che così bene"), anteriore al 1465, si trova in un manoscritto contenente il repertorio della cappella musicale del re di Francia. Una raccolta ritrovata a Cambrai fa supporre che il mottetto Omnium bonorum plena ("Piena di ogni bene"), composto forse in occasione della consacrazione della cattedrale di Cambrai 5 luglio 1472 o per un incontro dei corsi di Francia e di Borgogna il 16 e 17 ottobre 1468, fu composto a Cambrai nel 1468. Il mottetto, che è già l'opera di un maestro compiuto, è citato nella canzone De tous biens plaine ("Piena di tutti i beni") di Hayne van Ghizeghem.

### Milano 1474 - 1477
Il primo soggiorno di Compère a Milano è attestato dai documenti. I duchi di Milano intrattenevano dei rapporti stretti con la corte di Francia, tanto che non sorprende che il duca Galeazzo Maria Sforza si rivolse, in una lettera datata 23 novembre 1472, a Johannes Ockeghem chiedendo il suo aiuto per il reclutamento di cantori destinati a collaborare alla cappella ducale che egli stava costituendo. Loyset Compère si trovava tra i cantanti presenti. Venne assunto il 15 luglio 1474 come membro effettivo della cappella principale ducale. Il suo nome appare anche negli elenchi datati 30 marzo e 4 dicembre 1475. Il collega più noto di Compère era Gaspar van Weerbeke.
Nel settembre 1476 il duca tentò di fare attribuire a Compère un beneficio dell'abbazia di San Giorgio a Padova, ma questo era stato già attribuito. La carriera di Compère a Milano si concluse con l'assassinio del duca il 26 settembre 1476: la corte decise (7 gennaio 1477) di ridurre la cappella ducale ed un documento datato 6 febbraio 1477 cita Compère come uno dei collaboratori licenziati.

### Francia 1477 - 1494
Compère tornò in Francia accompagnato da Jean Fresneau e soggiornò forse qualche tempo alla corte ed al servizio del duca Giovanni II di Borbone: Compère mise in musica tre poesie di quest'ultimo. Tuttavia questa supposizione non è puntellata da nessuna sorgente documentaria.
Ciò che è sicuro, è che lo si ritrova nel 1486 alla cappella reale di Francia, allora diretta da Johannes Ockeghem. Una bolla pontificia del 28 luglio 1486 lo nominò canonico della diocesi di Arras e cappellano ordinario e cantore del re della Francia.
Un'ordinanza reale dell'aprile 1494 gli concede la nazionalità francese, a nostre cher et bien amé chappelain ordinaire et chantre de nostre chapelle maistre Loys Compère, natif du pays de Haynault, en satisfaction de son humble requête ("... al nostro caro e molto amato cappellano ordinario e cantore della nostra cappella, maestro Loys Compère, nativo del paese di Hainaut, a soddisfazione della sua umile richiesta") ciò che prova che non la possedeva prima, per assicuragli il godimento definitivo dei benefici che gli erano stati attribuiti in Francia, in quanto membro della cappella reale.
Dal giugno 1492 al maggio 1493, Compère fece parte del capitolo della cattedrale di Notre-Dame, dove erano chiamati spesso i membri della cappella reale. Fu ordinato prete alla cattedrale il 2 marzo 1493 e scambiò, qualche tempo dopo, due benefici che aveva a Notre-Dame ed alla Trinidad di Montlhéry contro una commenda a Voyenne nella diocesi di Laon.

### Italia 1494/95
Loyset Compère accompagnò, nell'autunno 1494, il re Carlo VIII nella sua campagna d'Italia, non si sa a che titolo. In una lettera del 7 ottobre 1494 inviata da Ferrara scrive a suo padre che il duca di Ferrara Ercole I d'Este, da lui incontrato a Casale Monferrato, e lui si era scusato, a più riprese, di non potere fornire a sua Altezza alcune buone composizioni perché queste che aveva con lui erano già vecchie. Proseguì dicendo che aveva lasciato i suoi spartiti in Francia, quelli più recenti che contenevano le opere recenti e che sarebbe stato onorato di inviarle a sua Altezza appena possibile.
Con ogni probabilità, trascorse il mese di gennaio 1495 a Roma, perché Carlo VIII ed il suo esercito occupavano la città a quell'epoca. Sono probabilmente di questo periodo, o di poco tempo dopo,  le seguenti opere:  Crux triumphans ,  Propter gravamen ,  Quis numerare queat ,  Sile fragor : queste opere, per il loro argomento si presumono scritte in Italia o si tratta di "opere datate" menzionate dal duca d'Este.
Nel luglio 1495 assisté alla battaglia di Fornovo e compose la canzone Vive le noble roy ("Viva il nobile re"), per celebrare la vittoria dei francesi.

### Francia 1495 - 1518
Tra il 30 aprile 1498 e il 5 maggio 1500, Compère fu il decano della collegiata di Sant-Géry di Cambrai, in posizione di prescritto davanti agli altri 48 canonici. Era professore di diritto civile e di diritto canonico da almeno il 1500.
Dal 1500 al 1503 o 1504, fu rettore del collegio di Saint-Pierre a Douai. Con ogni probabilità, non era una sinecura, perché nel 1503, le autorità della città tolsero l'immunità del monastero e costrinsero l'apertura della casa di Compère.
Fu costretto a cedere la funzione in favore di Pierre Duwez, vecchio musicista della cappella ducale della Borgogna, vecchio rettore a Condé, al quale era succeduto Josquin Desprez nel maggio 1504.
Trascorse gli ultimi anni della sua vita alla collegiata di San Quintino di cui era canonico dal 1491, godendo anche dei redditi di un beneficio nella diocesi di Coutances.
Malgrado i suoi altri carichi, restò addetto alla Cappella reale stessa dopo il 1498. Qui compose il mottetto Gaude prole regia per la venuta di Filippo il Bello a Parigi il 25 novembre 1501. Il testo è una preghiera a Caterina d'Alessandria e simboleggia la lode congiunta della santa per la Francia e le Fiandre. Il mottetto Sola caret monstris composto nel 1507 è una critica contro il papa Giulio II in favore del re Luigi XII.
Loyset Compère morì il 16 agosto 1518 a San Quintino ed ebbe un funerale solenne nella collegiata.

## La sua arte
A differenza dei suoi contemporanei, Compère sembra avere scritto poche messe o almeno poche ne sono pervenute a noi. Egli appare come un miniaturista; le sue composizioni, le più popolari e più numerose si rivelano le più brevi del loro tempo: esse erano essenzialmente canzoni e mottetti. Due influenze artistiche si manifestano nella sua musica: lo stile borgognone che evidenzia la sua formazione iniziale prima dei viaggi in Italia, e quello, più leggero dei musicisti italiani contemporanei che componevano allora delle frottole, la forma leggera e popolare che precedette il madrigale.
Compère era un melodista dotato ed un numero elevato delle sue canzoni diventò popolare: alcuni compositori più tardivi riutilizzarono parecchie di esse come "cantus firmus" per le loro messe.
Scrisse parecchie composizioni in una forma unica talvolta denominata "mottetto libero", combinando la sottile eleganza dei canti popolari italiani ed il tecnico contrappunto dei musicisti fiamminghi. Certi pezzi associano dei testi dalle differenti origini, per esempio una supplica alla Madonna ed una canzone in onore di Bacco. La sua scelta di testi profani è spesso irriverente e suggestiva.
Le sue canzoni sono le sue composizioni più caratteristiche e parecchi specialisti della musica del Rinascimento li considerano come la parte migliore delle sue opere. Esse sono generalmente scritte a tre e quattro voci e possono classificarsi in tre gruppi:
1. pezzi leggeri a quattro voci a cappella, di stile italianeggiante, molto vicini alle frottole, con un testo sillabico ed omofonico e delle frequenti cadenze;
2. lavori a tre voci di stile borgognone che rievocano la musica di Guillaume Dufay;
3. "canzone-mottetti" che somigliano più al mottetto medievale che ad ogni altra forma.

In queste opere, la voce più bassa canta in generale un cantus-firmus lento in latino mentre le voci superiori cantano delle parti più animate in francese.
Numerose sue opere furono stampate a Venezia da Ottaviano Petrucci e diffuse molto largamente. Evidentemente, la loro pubblicazione contribuì alla loro popolarità. Compère fu uno dei primi musicisti a beneficiare dell'avanzata tecnica della stampa che favorì in modo straordinario la diffusione delle opere della scuola franco-fiamminga in tutta l'Europa del Rinascimento.
Compère scrisse parecchie musiche per il Magnificat, l'inno di lode cantato alla Vergine Maria di cui si parla nel Vangelo secondo Luca, come di numerosi piccoli mottetti.

## Elenco delle opere

### Messe e frammenti
1. Missa Alles regretz;
2. Missa De tous bien plaine;
3. Missa L'homme armé;
4. Kyrie et Gloria sine nomine;
5. Credo 'Mon père';
6. Credo sine nomine.

### Cicli di mottetti
1. Ave Domine Jesu Christe (Missa di D.N.J.C)
, comprende: Ave Domine Jesu Christe, in luogo dell'Introitus; Ave Domine Jesu Christe, in luogo del Gloria; Ave Domine Jesu Christe, in luogo del Credo; Ave Domine Jesu Christe, in luogo dell'offertorio; Salva, salvator mundi, in luogo del Sanctus; Adoramus te, Christe, in loco Elevationem; Perché, Domina, in loco Agnus; Da pacem, Domina, in loco Deo Gratias.
2. Hodie nobis di virgine, Missa in Nativitate Deus Noster Jesu Christe
, comprende: Hodie nobis di Virgine, in loco Introitus; Beata Dei Genetrix Maria, in loco Gloria; Hodie nobis Christus natus è, in loco Credo; Genuit puerpera Regem, in loco Offertorii; Sanctum - Verbum caro factum è; Promemoria, salutis auctor, post Elevationem,; Quem vidistis, pastores? In loco Agnus; Oh admirabile commercium, in loco Deo gratias.
3. Missa Galeazescha (Missa di Beata Maria Virgine)
, comprende: Ave virgo gloriosa, in loco Introitus; Ave, salus infirmorum, in loco Gloria; Ave, delusi Verginale, in loco Credo; Ave, sponsa verbi summi, in loco Offertorii; Oh Maria, in loco Sanctus; Adoramus tu, Christe, in loco Elevationem; Salva, domare salvatoris, in loco Agnus; Virginis Mariae laudes, in loco Deo Gratias.
1. Magnificat I toni;
2. Magnificat IV toni (Esurientes solo);
3. Magnificat VI toni (I);
4. Magnificat VI toni (II);
5. Magnificat VII toni;
6. Magnificat VIII toni (Esurientes solo).

### Mottetti
1. Ad honorum tuum Christe;
2. Asperges me Domine;
3. Ave Maria, gratia plena;
4. Crux triumphans;
5. Gaude prole regia / Sancta Catharina (1501);
6. O admirabile commercium;
7. Officium de cruce (In nomine Jesu);
8. O genetrix gloriosa;
9. Omnium bonorum plena (prima del 1474, possibilmente per la dedica della Cattedrale di Cambrai il 5 luglio 1472);
10. Paranymphus salutat virginem;
11. Profitentes unitatem;
12. Propter gravamen;
13. Quis numerare queat / Da pacem (probabilmente composto in occasione della Pace di Etaples, 3 novembre 1492, o per il trattato fra Papa Alessandro VI e Carlo VIII il 15 gennaio 1495)
14. Sile fragor;
15. Sola caret monstris / Fera pessima (1507);
16. Virgo caelesti.

### Mottetti-Chansons
1. Le corps / Corpusque meum;
2. Male bouche / Circumdederunt me;
3. Plaine d'ennuy / Anima mea;
4. Tant ay d'ennuy / O vos omnes (=O devotz cueurs /O vos omnes).

### Chansons a tre voci
1. A qui diraige ma pensée;
2. Au travail suis;
3. Beaulté d'amours;
4. Bergeronette savoysienne;
5. Chanter ne puis;
6. Des trois la plus;
7. Dictes moy toutes;
8. Discant adieu a madame (I);
9. En attendant;
10. Faisons boutons (Text: Jean II);
11. Guerisses moy;
12. La saison en est;
13. Le grant dèsir d'aymer;
14. Le renvoy;
15. Mes pensées;
16. Ne doibt on prendre (poema di Giovanni II di Borbone (contrafactum sul pezzo di Constanzo Festa sul poema Venite amanti di Agnolo Poliziano));
17. Ne vous hastez pas (=Adieu a madame (II).);
18. Pensant au bien;
19. Pleut or a Dieu;
20. Pour estre ou nombre;
21. Puis que si bien;
22. Reveille toy franc cueur;
23. Se j'ay parlé (texte: Henry Baude);
24. Se mieulx ne vient (adaptation d'une chanson de P. Convert);
25. Se pis ne vient;
26. Seray je vostre mieulx amée (non presente nei lavori completi di Compère nell'edizione Fallow)
27. Sourdes regrets;
28. Tant ha bon oeul;
29. Tout mal me vient;
30. Va-t-en regret (poema di Giovanni II di Borbone);
31. Venes regrets;
32. Vive le noble roy de France;
33. Vous me faittes morir d'envie (poema di Giovanni II di Borbone).

### Chansons
1. Alons fere nos barbes (possibilmente apocrifa);
2. De les mon getes = Voles oir une chanson);
3. Et dont revenes-vous;
4. Gentil patron;
5. J'ay un syon sur la porte;
6. Je suis amie d'un fourrier;
7. L'aultre jour me chevauchoye;
8. Mon pére m'a donné mari;
9. Nous sommes de l'ordre de St Babouin;
10. Royne du ciel;
11. Une plaisante fillette;
12. Un franc archier;
13. Vostre bargeronette.

### Frottole
1. Che fa la ramacina;
2. Scaramella fa la galla.

### Attribuiti o lavori dubbi
1. Ave regina, cælorum (anonimo, ma attribuito a Compère);
2. Cayphas (attribuito a Giovanni Martini e Compère);
3. Lourdault lourdault garde que tu feras (attribuito a Compère e Ninot le Petit; secondo la maggior parte degli studiosi è da attribuire a Compère);
4. Mais que ce fust (attribuito a Compère e Pietrequin Bonnel);
5. O post partum munda (anonimo, attribuito a Compère);
6. Sanctus - O sapientia (dubbio per motivi stilistici);
7. Se non dormi dona (anonimo, attribuito a Compère);
8. Se (Si) vous voulez que je vous face (anonimo ma nello stile di Compère);
9. Vray dieu quel payne (attribuzione multipla, compreso Gaspar van Weerbeke, Jean Japart e Matthaeus Pipelare).